# ヴィアンナ・ダ・モッタ国際音楽コンクール
ヴィアンナ・ダ・モッタ国際音楽コンクールはポルトガルのリスボンで行われていた国際音楽コンクール。事務局はアメリカ合衆国のカンザスにおいていたが、開催はポルトガルのリスボンだった。2回だけヴァイオリン部門が行われたほかはすべてピアノ部門であった。

## 概要
ピアニストで作曲家のジョゼ・ヴィアナ・ダ・モッタを顕彰する目的でセケイラ・コスタの手によって1957年から始まったが、1964年に国際音楽コンクール連盟に加盟するなど滑り出しは上々であった。しかし、志が高すぎたのか空位が目立つようになり、1999年から2010年までの間に11年間も第一位が存在しない異例の事態となった。スポンサーも日本の楽器メーカーが支援していたが、最終的には公式Webの更新すら行えなくなり2010年で終了した。
日本人の最高位は江尻南美ひとりだけだった。第一位空位の場合は繰り下がって第七位まで表彰するシステムだったが、第四位から第七位までは記載がなかった。

## ピアノ部門の上位入賞者一覧
| 年     | 第一位                                                   | 第二位                                                | 第三位                                                  |
| ------ | -------------------------------------------------------- | ----------------------------------------------------- | ------------------------------------------------------- |
| 1957年 | ナウム・シュタルクマン, ソ連                             | Gleb Axelrod, ソ連                                    | Miłosz Magin, ポーランド                                |
| 1964年 | ネルソン・フレイレ, ブラジル Vladimir Krainev, ソ連      | Sérgio Varela Cid, ポルトガル                         | Igor Khudoley, ソ連                                     |
| 1966年 | 該当者なし                                               | Albert Atenelle, スペイン John Owings, アメリカ合衆国 | Cecilio Tieles, キューバ                                |
| 1968年 | Farhad Badalbeyli, ソ連 ヴィクトリア・ポストニコワ, ソ連 | 該当者なし                                            | Georges Pludermacher, フランス                          |
| 1971年 | 該当者なし                                               | Roland Keller, 西ドイツ                               | エマニュエル・アックス, アメリカ合衆国                  |
| 1975年 | Teofils Biķis, ソ連 William DeVan, アメリカ合衆国        | 該当者なし                                            | Rusudan Khuntsaria, ソ連                                |
| 1979年 | Arutyun Papazyan, ソ連                                   | Vagui Papian,ソ連                                     | Andreas Pistorious, 東ドイツ                            |
| 1983年 | 該当者なし                                               | Florent Boffard, フランス Pedro Burmester, ポルトガル | Suzanne Grützmann, 東ドイツ                             |
| 1987年 | Artur Pizarro, ポルトガル                                | Elisso Bolkvadze, ソ連                                | Ian Munro (pianist), オーストラリア                     |
| 1991年 | 該当者なし                                               | Igor Kamenz, ドイツ                                   | 該当者なし                                              |
| 1997年 | Tao Chang, 香港                                          | Jill Lawson, ポルトガル                               | Maria Rostotsky, スウェーデン Christian Seibert, ドイツ |
| 1999年 | Amir Tebenikhin, カザフスタン                            | Richard Raymond (pianist), カナダ                     | Pyotr Dmitriev, ロシア                                  |
| 2001年 | 該当者なし                                               | 江尻南美, 日本                                        | Javier Perianes, スペイン                               |
| 2004年 | 該当者なし                                               | Eleonora Karpukhova, ロシア連邦                       | Olga Monakh, ウクライナ                                 |
| 2007年 | 該当者なし                                               | Dmytro Onyschenko, ウクライナ Yung Wook Yoo, 韓国     | 該当者なし                                              |
| 2010年 | Lilian Akopova, アルメニア                               | イリヤ・ラシュコフスキー, ロシア                      | Mikhail Shilyaev, ロシア                                |